# Netzahualcóyotl (Santa Ana)
Netzahualcóyotl (Santa Ana) es un poblado del municipio de Balancán ubicado en la subregión de los Ríos del estado mexicano de Tabasco.

## Geografía
La localidad se ubica a 14.5 kilómetros (en dirección noreste) de la localidad de Balancán de Domínguez, la cabecera y lugar más poblado del municipio. Se sitúa en las coordenadas geográficas 17°42′36″N 91°26′36″O / 17.710000, -91.443333, a una elevación de 11 metros sobre el nivel del mar.

## Demografía
Según el Conteo de Población y Vivienda 2020, efectuado por el Instituto Nacional de Estadística y Geografía, la localidad de Netzahualcóyotl (Santa Ana) tiene 1,247 habitantes, de los cuales 625 son del sexo masculino y 622 del sexo femenino. Su tasa de fecundidad es de 2.71 hijos por mujer y tiene 411 viviendas particulares habitadas.
| Gráfica de evolución demográfica de Netzahualcóyotl (Santa Ana) entre 1921 y 2020 |
|                                                                                   |
| INEGI.                                                                            |